# Другня-Жондова
Другня-Жондова (пол. Drugnia Rządowa) — село в Польщі, у гміні Пежхниця Келецького повіту Свентокшиського воєводства.
Населення — 164 особи (2011).
У 1975-1998 роках село належало до Келецького воєводства.

## Демографія
Демографічна структура на день 31 березня 2011 року:
|          | Загалом | Допрацездатний вік | Працездатний вік | Постпрацездатний вік |
| -------- | ------- | ------------------ | ---------------- | -------------------- |
| Чоловіки | 73      | 14                 | 47               | 12                   |
| Жінки    | 91      | 19                 | 47               | 25                   |
| Разом    | 164     | 33                 | 94               | 37                   |